# Маслы
 Маслы  — деревня в Кильмезском районе Кировской области в составе Бурашевского сельского поселения.

## География
Расположен на расстоянии примерно 9 км по прямой на юг-юго-восток от райцентра поселка Кильмезь.

## История
Известна с 1834 года (починок вновь заведенный по речке Зекваю (Мословский) Порекской волости Малмыжского уезда упервые упоминается в ревизской сказке, составленной 07 апреля). В данной ревизской сказке значатся: 
ясашные крестьяне: 
Огородниковы и Сливницыны, "переселились из Орловской округи, Зашижемской волости, починка первого Огородникова", 
Мословы, "переселились из Нолинской округи, Ошедской архирейской волости, починка Звонаревского", 
Рудометовы, "переселились из Нолинской округи, Пильинской волости, деревни Верхопольской", 
Курочкины, "переселились из Уржумской округи, Петровской волости, починка Круглых Полян".
Всего 28 мужчин и 30 женщин (основание: ф.176, оп.2, д.764, л. 631 об.634.)
С 1783 года как починок Мослы (Мослов), в котором учтено дворов 16 и жителей 116. В 1926 году здесь (уже деревня Большие Маслы и Маслово) хозяйств 59 и жителей 327, в 1950 (уже Маслы) 44 и 149, в 1989 проживало 72 жителя.

## Население
Постоянное население составляло 80 человек (русские 91%) в 2002 году, 42 в 2010.